# 二人参客 2015.8.16〜黄色の日〜
『二人参客 2015.8.16〜黄色の日〜』は、ゆずの通算4作目のライブ・アルバム。2015年9月9日発売。発売元はセーニャ・アンド・カンパニー。『二人参客 2015.8.15〜緑の日〜』と同時発売。完全生産限定となる。

## 概要
横浜スタジアムでの弾き語りライブ「ゆず 弾き語りライブ 2015 二人参客 in 横浜スタジアム」の2015年8月16日に行われた公演の模様が収録されたライブ・アルバム。ライブから約3週間後の発売という‘‘最速リリース”（公式サイトより）としているが、実際には後述『歌時記 〜ふたりのビッグ（エッグ）ショー篇〜』の方がリリースは早い（公演から約2週間後にリリース）。
ゆずのアルバムの発売は『新世界』以来約1年7ヶ月ぶり、ライブ・アルバムの発売は『歌時記 〜ふたりのビッグ（エッグ）ショー篇〜』以来14年ぶりとなる。
ゆずのアルバムが2作同時発売となるのは『Going [2001-2005]』『Home [1997-2000]』以来2度目となる（シングルの同時発売は過去にない。VHS、DVD、Blu-rayなど映像作品の2作同時発売や映像作品+CD作品の同時発売は何度かある）。
今作を8月15、16日、17日のライブ会場で予約すると「ゆずオリジナルミネラルウォーター」などがもらえた。
前日の公演と違い天候に恵まれず、途中、豪雨にも見舞わたライブとなった。その様子は収録曲の随所に入る雨の音で確認できる。

## チャート成績
2015年9月21日付オリコン週間アルバムランキングでは『二人参客 2015.8.15〜緑の日〜』に続く初登場2位となった。ゆずの週間アルバムランキング1・2位独占は『Home [1997-2000]』『Going [2001-2005]』以来10年3カ月ぶり、同一アーティストの週間アルバム1位・2位独占は西野カナの『Love Collection 〜pink〜』『Love Collection 〜mint〜』以来2年ぶり、ライブアルバムの1・2位独占は尾崎豊の『約束の日 Vol.1』『約束の日 Vol.2』以来22年4カ月ぶりとなった。

## 収録曲
- 作詞・作曲者は各リンク先を参照されたい。

1. センチメンタル (4:55)
2. ところで (3:07)
3. 心の音 (5:26)
4. ねこじゃらし (4:05)
5. 流れ者 (3:16)
路上ライブ時代に披露していた未発表曲で初の音源化。作詩・曲は岩沢厚治。
6. もうすぐ30 才 (4:19)
7. 連呼 (3:57)
8. ジャニス (5:28)
9. 友達の唄 (6:00)
10. シシカバブー (5:05)
11. 虹 (7:54)
12. 夏色 (5:38)
13. 二人三脚 (5:35)
14. 終わらない歌 (4:01)
この曲のみ弾き語りではなく関東学院のマーチングバンドの伴奏とともに演奏。
15. 少年 (3:39)
16. 栄光の架橋 (6:22)

## 関連作品
- 二人参客 2015.8.15〜緑の日〜
- NININ SANKYAKU YUZU MEGA MIX